# Балетоведение

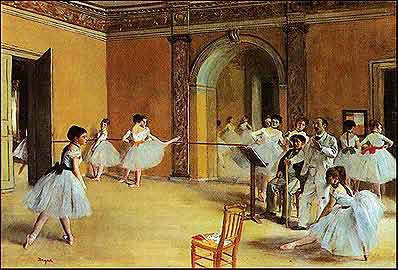
Картина Эдгара Дега «Балетный класс», 1872

Балетоведение — наука о балете, один из разделов «Театроведения»
Разделы балетоведения:
- Теория хореографии
- История хореографии
- Балетная критика

## Из истории

### В Российской империи
Первые публикации о балетных представлениях в России появились во второй половине XVIII века. Так, в 1779 году в газете «Санкт-Петербургский вестник» было опубликовано «Краткое известие о театральных представлениях в России» Я. Штелина, где автор выявил особенности русского танца, отметив в нём слияние достижений французских и итальянских профессиональных балетных школ с русскими танцевальными традициями.
Спустя десятилетие, в 1790 году, был издан «Танцевальный словарь», который состоял из сочинений балетмейстера и теоретика Жан-Жоржа Новера (1727—1810), ученика Л. Дюпре, в предисловии к которому им были выделены «механика, или хореописание; поэтика; история танца».
В 1803—1804 в Петербурге был издан классический труд — «Письма о танце» Новера, по теории хореографии XVIII века.

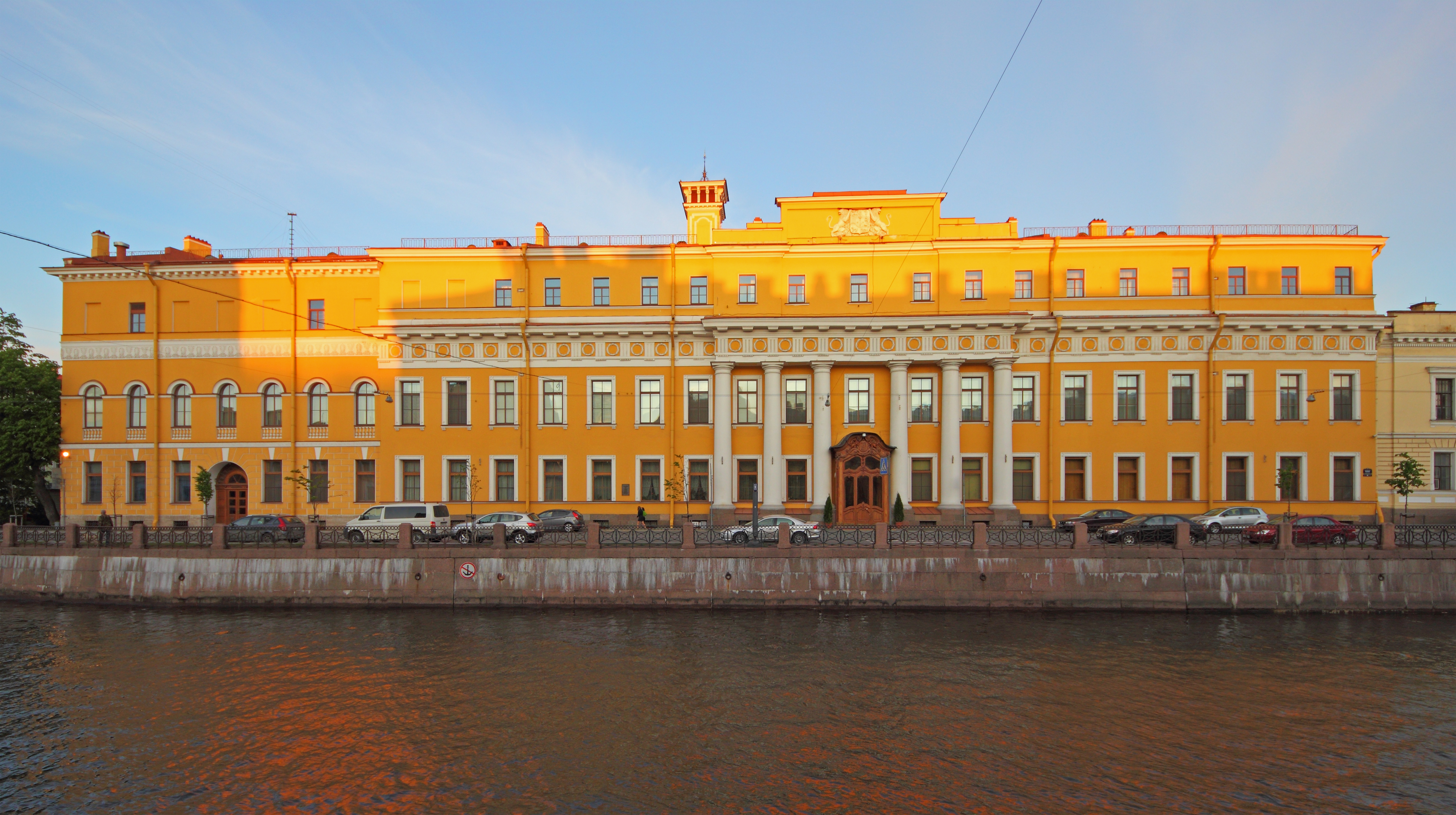
Дворец Юсуповых на Мойке

Балету покровительствовали царские и княжеские фамилии. Писать о балете считалось хорошим тоном. Например, в семье Юсуповых в их доме на Мойке, был свой балетный театр, представляющий собой уменьшенную копию зала Большого театра в красном бархате, а также акустическая музыкальная гостиная и зал для приёмов, где оркестр располагался на втором этаже. В домах обучали танцу, музыке и драматическому искусству. Причём педагоги были так хороши, что порой ученики достигали профессионального уровня, который позволил укрыться от революции в кулисах театра или в оркестровой яме некоторым членам именитых домов.

## Литераторы о балете
В разные эпохи о балете писали:
Директор императорских театров, критик и мемуарист Князь Сергей Михайлович Волконский, живописец, художник театра и режиссёр Александр Николаевич Бенуа, писатель и знаток театрального дела Аким Волынский, Профессор Ленинградской консерватории и художественный руководитель Ленинградской филармонии Иван Соллертинский, Вера Михайловна Красовская — балерина и историк балета.
Людмила Андреевна Линькова разработала оригинальные курсы истории и сценарной драматургии балета на кафедре в Ленинградской консерватории.
Впервые написала на тему эстрадной хореографии Наталья Евгеньевна Шереметьевская, балерина Театра имени Мусоргского и балетный критик; впоследствии она стала председателем жюри Московского международного конкурса «Степ-парад».
Театральный критик Вадим Моисеевич Гаевский предложил литературно-критический жанр эссе и свободно-ассоциативную манеру изложения. Ему принадлежит известное высказывание, посвящённое Алле Яковлевне Шелест:

В недрах движения — не витальная сила, но священный огонь, в текстах танца — невероятная интенсивность. Современный, весьма изощренный пластический слог, современная — одинокая — фея. Совсем не сильфида, центральный персонаж поэтического балета прошлых эпох, скорее избранница, с одной, но пламенной страстью в душе, до конца преданная своему выбору, своему божеству, своему искусству. И полная внутренних видений — в чём её главный, счастливый и мучительный дар, тот дар, которым она одаривала посвященных… Врожденный ассоциативный талант Аллы Шелест позволял ей наполнять отвлеченный хореографический текст красочным образным подтекстом. Эффект был нагляден и очень велик … — Вадим Гаевский. «Явление Шелест»

## Премии
- Государственная премия РСФСР имени К. С. Станиславского в области театрального искусства в 1966—1991 годах ежегодно присуждалась Советом министров РСФСР за все виды сценической деятельности, а также за книги о театре. Награждённым присваивалось звание «Лауреат Государственной премии РСФСР» и  вручались Почётный знак и диплом.
- Международная премия К. С.  Станиславского в ряду прочих номинаций присуждается за выдающиеся труды в области балетоведения.  Учреждена Международным фондом К. С. Станиславского в 1994 году. Вручается на Международном театральном фестивале[6].